# قائمة أكثر ألعاب نينتندو غيم كيوب مبيعا

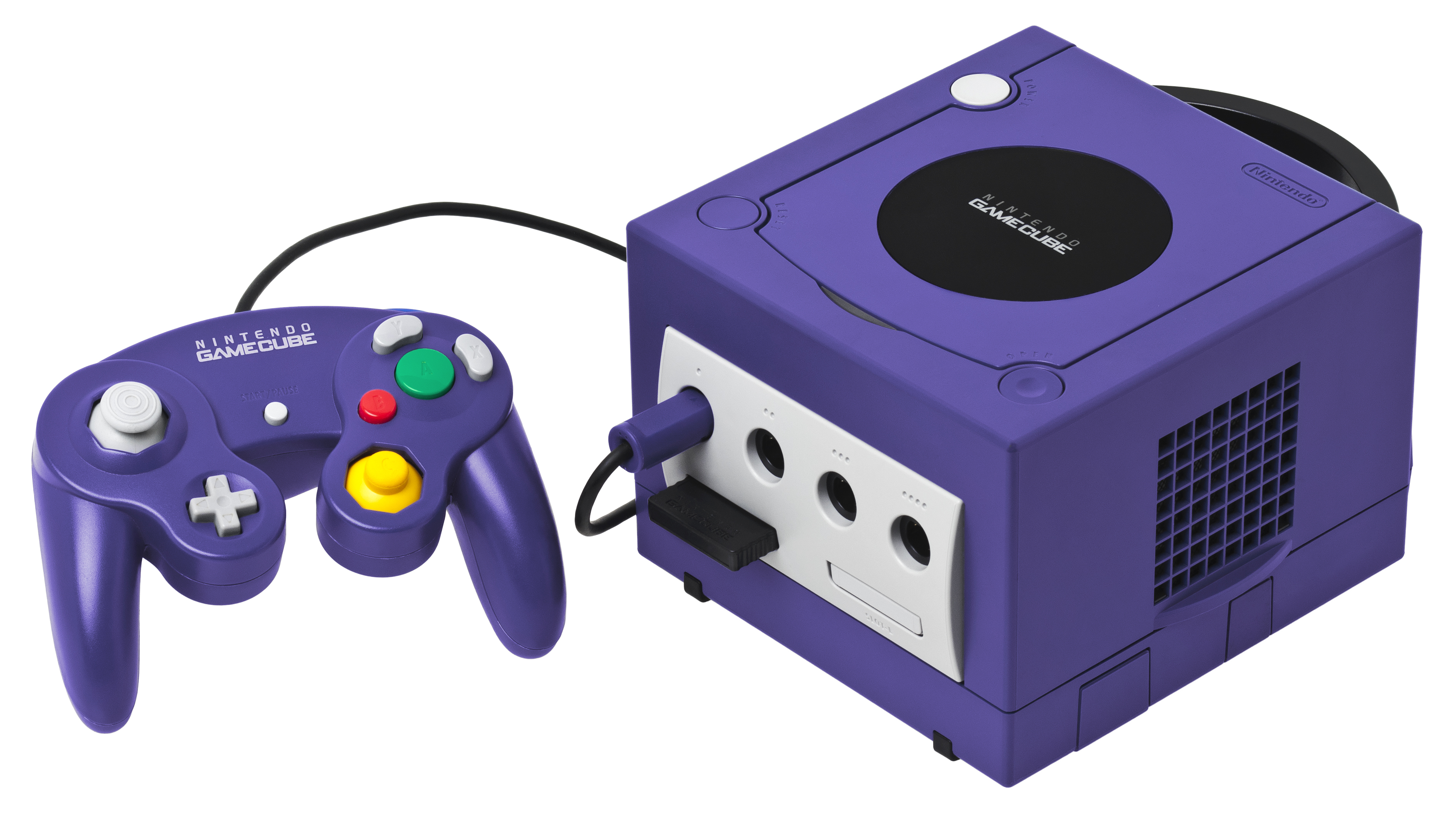
غيم كيوب

قائمة أكثر ألعاب نينتندو غيم كيوب مبيعًا والتي قد باعت أو صدرت أكثر من مليون نسخة.

## قائمة الألعاب
| العنوان                      | سنة الإصدار | النسخ المباعة                                                                                       |
| ---------------------------- | ----------- | --------------------------------------------------------------------------------------------------- |
| سوبر سماش برذرز ميلي         | 2001        | 7.09 ملايين                                                                                         |
| ماريو كارت: دبل داش          | 2003        | 7 ملايين تقريبًا                                                                                     |
| سوبر ماريو سانشاين           | 2002        | 6.31 ملايين                                                                                         |
| أسطورة زيلدا: الرياح الساهرة | 2002        | 3.07 ملايين                                                                                         |
| مترويد برايم                 | 2002        | 2.82 ملايين                                                                                         |
| منزل لويجي                   | 2001        | 2.64 ملايين تقريبًا: 2.19 ملايين في الولايات المتحدة، 348,918 في اليابان، 100,000 في المملكة المتحدة |
| أنيمل كروسينغ                | 2001        | 2.32 ملايين تقريبًا: 1.68 مليون في الولايات المتحدة، 641,300 في اليابان                              |
| ماريو بارتي 4                | 2002        | مليونان تقريبًا: 1.1 مليون في الولايات المتحدة، 902,827 في اليابان                                   |
| ماريو بارتي 7                | 2005        | 1.86 مليون تقريبًا                                                                                   |
| بوكيمون كولوسيوم             | 2003        | 1.81 مليون تقريبًا: 1.15 مليون في الولايات المتحدة، 656,270 في اليابان                               |
| سونيك أدفنشر 2 باتل          | 2001        | 1.73 مليون تقريبًا: 1.44 مليون في الولايات المتحدة، 192,186 في اليابان، 100,000 في المملكة المتحدة   |
| الشر المقيم 4                | 2005        | 1.69 مليون                                                                                          |
| ماريو بارتي 6                | 2004        | 1.65 مليون                                                                                          |
| ماريو ستوري 2                | 2004        | 1.64 مليون تقريبًا: 1.23 مليون في الولايات المتحدة، 409,600 في اليابان                               |
| سوبر ماريو سترايكرز          | 2005        | 1.61 مليون                                                                                          |
| أسطورة زيلدا: أميرة الشفق    | 2006        | 1.59 مليون                                                                                          |
| ماريو بارتي 5                | 2003        | 1.5 مليون تقريبًا: 807,331 في الولايات المتحدة، 697,462 في اليابان                                   |
| سونيك ميغا كوليكشن           | 2002        | 1.45 مليون تقريبًا: 1.38 مليون في الولايات المتحدة، 72,967 في اليابان                                |
| الشر المقيم                  | 2002        | 1.42 مليون                                                                                          |
| الشر المقيم صفر              | 2002        | 1.29 مليون                                                                                          |
| بوكيمون إكس دي: زوبعة الظلام | 2005        | 1.25 مليون                                                                                          |
| ماريو غولف: تودستول تاور     | 2003        | 1.22 مليون تقريبًا: 1.03 مليون في الولايات المتحدة، 192,802 في اليابان                               |
| بيكمين                       | 2001        | 1.19 مليون تقريبًا: 680,000 في الولايات المتحدة، 507,011 في اليابان                                  |
| كيربي إير رايد               | 2003        | 1.17 مليون تقريبًا: 750,000 في الولايات المتحدة، 422,311 في اليابان                                  |
| سول كاليبر 2                 | 2002        | 1.1 مليون تقريبًا: 1 مليون في الولايات المتحدة، 99,256 في اليابان                                    |
| ستار فوكس أدفنشرز            | 2002        | 1.06 مليون تقريبًا: 800,000 في الولايات المتحدة، 259,069 في اليابان                                  |

حتى 31 ديسمبر 2009، 208.57 مليون نسخة من ألعاب غيم كيوب قد بيعت.